# Japonske Alpe
Japonske Alpe (japonsko 日本アルプス, latinizirano: Nihon Arupusu) so niz gorskih verig na Japonskem, ki razpolavljajo glavni otok Honšu. Vrhovi, ki se dvigajo nad osrednjim Honšujem, so že dolgo predmet čaščenja in romanja. Lokalno prebivalstvo je te gore dolgo izkoriščalo za surovine, vključno z lesom, gorivom, gnojili, krmo, mesom, minerali in zdravili. Večina obiskovalcev je prišla na goro zaradi romanja, še posebej do budističnega templja in svetega vrha gore Tate.
Ime je skoval angleški arheolog William Gowland, kasneje pa ga je populariziral prečastiti Walter Weston (1861–1940), angleški misijonar, v čast katerega je spominska plošča v Kamikōčiju, turistični destinaciji, znani po alpskem podnebju. Ko je Gowland skoval besedno zvezo, je mislil samo na gorovje Hida, zdaj pa velja tudi za gorovje Kiso in Akaiši.

## Zgodovina
Japonske Alpe imajo dolgo zgodovino, preden je William Gowland uveljavil to ime. Japonske Alpe so se že od antičnih časov uporabljale kot kraj asketske prakse za budistične menihe in šugenjo. Od leta 1600 do 1800 so samurajski častniki domene Kaga potovali globoko v gorovje Hida z lokalnimi lovci in kmeti kot vodniki, da bi ohranili les v gorah in nadaljevali z ustvarjanjem zemljevidov, ki beležijo grebene, doline in vegetacijo. Ta raziskava se imenuje Okuyjma-mavari (奥山廻り). Celo zdaj je pozimi zelo težko prečkati strme gore Hida, eno najmočnejših snežnih območij na svetu. Zato se na Japonskem šteje za zgodovinski dogodek, da so pozimi leta 1584 sile daimjo Sassa Narimasa prečkale gorovje čez prelaza Zara in Harinoki. Ta dogodek se imenuje Sarasara-goe (さらさら越え), ki izhaja iz prelaza Sassa in Zara.
Vendar pa se zdi, da teh raziskav gorovja Hida niso podedovali sodobni japonski alpinisti, ki so hodili po gorah kot športniki. Kot se je kasneje spominjal Kodžima Usui, »v tistih dneh ... nihče ni poznal niti imen gora, še manj pa njihove lokacije ali višine. Odpraviti se v Alpe je pomenilo dobesedno podati se v neznano deželo.«
Prvi sodobni geološki pregledi so bili izdani leta 1890. Poročilo je omenjalo glavne vrhove, vendar je bila topografija večinoma ugibanje. Od leta 1891 so tuji popotniki lahko našli koristne informacije v Priročniku za popotnike na Japonskem Basila Halla Chamberlaina in W. B. Masona. Vendar so se Japonci desetletja povzpeli na te gore brez primerljivega vodnika. Japonci so fizično raziskovali več kot desetletje v 1890-ih. Gore so razdelili na (severne, osrednje in južne) glede na to, kako so bile konvencionalno razvrščene. William Gowland, angleški geolog, je prvi pomislil, da ta del terena tvori eno samo skladno pokrajino, primerljivo z evropskimi Alpami. Gowlandov pogled je nadalje razvil še en Anglež in krščanski misijonar, Walter Weston, ki mu je uspelo »kanonizirati Gowlandovo geografsko zasnovo in jo uporabiti kot de facto lastno ime«. Gowland je v 1860-ih raziskoval več delov gorovja in bil prvi dokumentirani tujec, ki se je povzpel na dva vrhova v Alpah, Jari in Norikura. Gowland je bil arheolog in je ta območja raziskoval iz arheoloških razlogov. Medtem ko je bil Gowland prvi tujec, ki je raziskoval območja, je bil prečastiti Walter Weston, krščanski misijonar, prvi tujec, ki je dokumentiral svoje izkušnje.
Približno dvajset let po Gowlandovih raziskavah je Weston sam raziskal območja z Gowlandovimi zapiski o svojih raziskovanjih. Westona je na številne gore vodil Kamidžō kamondži, gorski vodnik, ki je živel v Kamikōčiju. Weston ni samo raziskoval iste verige, ki jih je prej prehodil Gowland, ampak se je povzpel tudi na goro Širouma (2932  m ), gore Džōnen (2857 m), Kasa (1897 m), Hotakadake (3190 m) in druge manjše gore. Weston je prvi dokumentiral dva glavna gorska sistema, ki se razlikujeta po geološki zgradbi. Prvega od teh je poimenoval »kitajski sistem« zaradi njegove povezave z jugovzhodno Kitajsko tik južno od japonskega arhipelaga. Drugi je bil imenovan »sistem Karafuto« zaradi dejstva, da vstopa na Japonsko od Karafuta proti severu in teče proti jugozahodu. Ta dva sta veljala za prva zahodna raziskovalca gorovja, zato je Weston s pomočjo Gowlanda populariziral in dokumentiral različne dele gorovja na neverjetno poglobljen način, da so jih drugi lahko razširili.
Leta 1907 je Jošitaro Šibasaki in drugi uspel splezati na goro Curugi (1999 m), ki naj bi bila zadnji neraziskani vrh na Japonskem in najtežji za plezanje. Ob tej priložnosti so na vrhu gore našli okraske kovinske šugenjske palice in meča, znanstvena raziskava pa je kasneje potrdila, da sta bila okrasa palice in meča iz poznega obdobja Nara v zgodnjega obdobja Heian. Izkazalo se je, da se je šugenja na goro Curugi povzpel že pred več kot 1000 leti.
Od 1960-ih do 1970-ih se je prometna infrastruktura japonskih Alp izboljšala in dostop do nekaterih priljubljenih gorskih območij je postal dramatično lažji, s čimer se je povečalo število plezalcev in turistov. Žičnica Komagatake je bila odprta leta 1967, žičnica Šinhotaka je bila odprta leta 1970, alpska cesta Tatejama Kurobe pa je bila popolnoma odprta leta 1971.

## Gorovja
Danes Japonske Alpe obsegajo gorovje Hida (飛騨山脈), gorovje Kiso (木曽山脈) in gorovje Akaiši (赤石山脈). Ta visoka območja vključujejo več vrhov, ki presegajo 3000 m višine, najvišje za goro Fudži. Najvišji sta gora Hotaka na 3190 m na severu in gora Kita na 3193 m na jugu. Ker je gora Ontake daleč od gorovja Hida, na splošno ni vključena v gorovje Hida, vendar se v gorskih vodnikih pogosto omenja skupaj z Japonskimi Alpami. Gora Ontake je znana kot aktivni vulkan, ki je nazadnje izbruhnil leta 2014.

### Severne Alpe
Severne Alpe, znane tudi kot gorovje Hida, se raztezajo skozi prefekture Nagano, Tojama in Gifu. Majhen del gora sega tudi v prefekturo Niigata. Vključuje gore Norikura, Jake, Kasa, Hotaka, Jari, Džōnen, Vašiba, Suišo, Jakuši, Kurobegorō, Tate, Curugi, Kašima Jarigatake (鹿島槍ヶ岳), Gorjū dake (五竜岳), Širouma itd.

### Centralne Alpe
Centralne Alpe, znane tudi kot gorovje Kiso, so v prefekturi Nagano. Vključuje gore Ena, Anpaidži (安平路山), Kusumojama (越百山), Minamikoma, Ucugi, Hōken, Kisokoma, Kjogatake (経ヶ岳) itd.

### Južne Alpe
Južne Alpe, znane tudi kot gore Akaiši, obsegajo prefekture Nagano, Jamanaši in Šizuoka. Vključuje gore Tekari, Hidžiri, Akaiši, Arakava, Šiomi, Nōtori, Aino, Kita, Hōō, Kaikoma, Sendžō, Nokogiri (Akaiši) itd.

## Ledeniki
Geografi so prej verjeli, da na Japonskem ni aktivnih ledenikov, vendar je Društvo za sneg in led v Tokiu maja 2012 ugotovilo, da je to napačno. S proučevanjem hitrosti površinskega toka in snežnih zaplat na gori Curugi so ugotovili, da imajo nekatere večletne snežne zaplate velike gmote ledu, debeline več kot 30 metrov. Zaradi tega so te snežne zaplate razvrščene kot aktivni ledeniki in od leta 2019 je v japonskih Alpah in na vsej Japonski sedem aktivnih ledenikov.

## Druge Japonske Alpe
- Alpe Tohoku – gorovje Asahi/gorovje Iide (prefektura Jamagata/prefektura Fukušima/prefektura Niigata)[13]
- Alpe Kubiki - gora Mjoko, gora Hiuči, Niigata Jake, Amakazari (prefektura Niigata, prefektura Nagano)
- Vzhodne Alpe – masiv Okučičibu (Tokio, Saitama, Nagano, Jamanaši)<r Gorsko območje je razmeroma široko in ker je v razredu 2000 m veliko gora, vključno z visokimi vrhovi v območju 2600 m, ga ljudje, ki so vključeni v planinske domove v tem gorskem območju, imenujejo "Vzhodne Alpe"</ref>
- Alpe Košu – poimenoval jih je alpinist iz mesta Košu v prefekturi Jamanaši. Daibosacurei in gorovje Koganezava na jugu se imenujejo Alpe Košu in jih promovirajo ljubitelji alpinizma.
- Tonamske Alpe - gora Jaotome, Akasobu, Takašimizu, Takaočiba itd. v gorovju Takašimizu (prefektura Tojama)
- Alpe Numazu - od gore Kanuki, Jokojama, Tokukura, Vašizu in Ohira na polotoku Izu, prefektura Šizuoka
- Alpe Kakamigahara - mesto Seki in mesto Kakamigahara, prefektura Gifu
- Alpe Tahara - polotok Acumi (mesto Tahara, prefektura Aiči)
- Alpe Hokusei - gorovje Suzuka (prefektura Gifu, prefektura Mie, prefektura Šiga)[14]
- Alpe Jamato - gora Omine (prefektura Nara)
- Alpe Šikoku – od gore Curugi do gore Išizuči (prefektura Tokušima, prefektura Ehime, prefektura Koči)
- Toonske Alpe - od gore Šamboku do gore Hoši
- Alpe Nanjo – gorovje Onigajo (mesto Uvadžima, mesto Macuno, mesto Kihoku, prefektura Ehime, mesto Šimanto, prefektura Koči)
- Alpe Kjušu - gorovje Kuju, pogorje Sobo-Kanzan, Aso Somma (prefektura Kumamoto, prefektura Oita, prefektura Mijazaki)[15]
- Alpe Kankai - plezanje Takamai, gora Konpira itd. (mesto Kamiamakusa, prefektura Kumamoto)
- Obalne Alpe - Jakušima (prefektura Kagošima)

## Rastlinstvo in živalstvo
Nad gozdno mejo se vidijo alpske rastline, kot je sibirsko ruševje (Pinus pumila). V alpskem pasu živita tudi belka in krekovt. V gozdnem pasu na pobočjih gora živita japonska gozdna antilopa (Capricornis crispus) in jelen sika (Cervus nippon). Callianthemum hondoense (北岳草, Kitadake-sō) je endemit gore Kita.
- Belka
- Krekovt
- Sika
- Sibirsko ruševje
- Callianthemum hondoense
- Grški baldrijan (Polemonium caeruleum)